# 97 (število)
97 (sédemindevétdeset) je naravno število, za katero velja 97 = 96 + 1 = 98 - 1.

## V matematiki
- samoštevilo.
- veselo število in sedmo veselo praštevilo.
- peto praštevilo, ki ni Čenovo praštevilo.
- šesto Prothovo praštevilo 97 = 3 · 25 + 1.
- šesto praštevilo, ki ni Higgsovo praštevilo za eksponet 2, drugo za eksponent 3 in najmanjše za eksponent 4.
- deseto Ramanudžanovo praštevilo.
- Ulamovo število {\displaystyle 97=28+69\,\!}.

## V znanosti
- vrstno število 97 ima berkelij (Bk).

## Drugo

### Leta
- 497 pr. n. št., 397 pr. n. št., 297 pr. n. št., 197 pr. n. št., 97 pr. n. št.
- 97, 197, 297, 397, 497, 597, 697, 797, 897, 997, 1097, 1197, 1297, 1397, 1497, 1597, 1697, 1797, 1897, 1997, 2097, 2197